# Batalha de Kiev (2022)
A Batalha de Kiev ou de Quieve foi uma batalha que teve início no dia 25 de fevereiro de 2022, parte da invasão russa da Ucrânia em 2022, visando a conquista de Kiev, capital da Ucrânia, pelas forças invasoras da Rússia. Um dos objetivos, afirmado por Vladimir Putin, era a deposição do presidente ucraniano Volodymyr Zelensky e do governo ucraniano.
Inicialmente, as forças russas capturaram áreas importantes ao norte e oeste de Kiev, levando à especulação internacional sobre a queda iminente da cidade. No entanto, a forte resistência ucraniana minou o ímpeto russo. Mais tarde, a má logística russa e as decisões táticas ajudaram os defensores ucranianos a frustrar os esforços de cerco. Após um mês de combates prolongados, as forças ucranianas montaram contra-ataques bem-sucedidos. Os russos começaram a se retirar em 29 de março, e em 2 de abril, as autoridades ucranianas declararam que Kiev e sua província vizinha estavam novamente sob controle ucraniano.

## Antecedentes
A invasão russa da Ucrânia foi iniciada em 24 de fevereiro de 2022, logo após a sua determinação pelo presidente russo, foram escutadas explosões e tiros. Com o avanço russo pelo território ucraniano, as instalações da Usina Nuclear de Chernobil foram dominadas pelo exército russo que iniciou o ataque à capital.

## Primeiro ataque russo (25–27 de fevereiro de 2022)
As forças russas envolveram tropas ucranianas no Aeroporto Hostomel em 24 de fevereiro de 2022. Um importante ponto de abastecimento para as tropas russas perto de Kiev, o aeroporto, localizado em Hostomel, uma cidade a noroeste da cidade, foi capturado no dia seguinte.

### Infiltração russa e mobilização inicial da Ucrânia

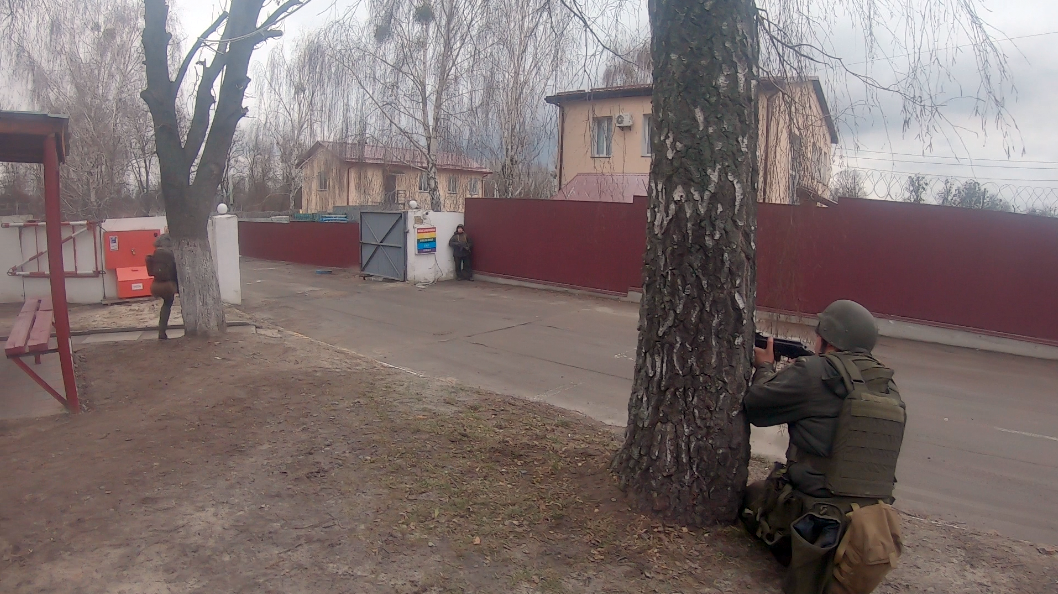
Membros da Guarda Nacional da Ucrânia lutando no Aeroporto Antonov.

Na manhã de 25 de fevereiro, três sabotadores russos, vestidos como soldados ucranianos, entraram no distrito de Obolon, 10 km ao norte do edifício Verkhovna Rada, sede do parlamento da Ucrânia. Eles foram mortos pelas forças ucranianas depois. Várias horas depois, um caça ucraniano Sukhoi Su-27 foi abatido sobre a cidade, eventualmente colidindo com um prédio de apartamentos; seu piloto o experiente coronel aposentado Oleksandr Oksanchenko acabou falecendo, ele havia voltado de sua posentadoria para servir a Ucrânia assim no inicio do conflito. Ao longo do dia, tiros foram ouvidos em vários bairros da cidade. Autoridades ucranianas descreveram o tiroteio como resultado de confrontos com as forças russas. Durante a noite houve intenso tiroteio na cidade. Mais tarde, as forças ucranianas afirmaram ter matado cerca de 60 sabotadores russos durante o processo.

### Escalação
Na manhã de 26 de fevereiro, a artilharia russa bombardeou a cidade por mais de 30 minutos. Ao mesmo tempo, as forças ucranianas repeliram um ataque a uma usina no bairro nordeste de Troieshchyna. O ataque foi sugerido como uma tentativa russa de cortar a eletricidade de Kiev. Pesados combates também ocorreram perto do Zoológico de Kiev em Shuliavka, onde as forças ucranianas defenderam uma base do exército em Prospect Peremohy. De acordo com o presidente da Ucrânia, Volodymyr Zelenskyy, as forças ucranianas conseguiram repelir uma ofensiva russa e continuaram a deter Kiev e seus arredores. Um toque de recolher foi imposto das 17:00 às 08:00, e os infratores deveriam ser considerados sabotadores. De acordo com o Ministério da Defesa britânico, as forças russas estavam a 31 do centro da cidade de Kiev.
Em 27 de fevereiro, os confrontos entre as forças ucranianas e sabotadores russos continuaram. Enquanto isso, as autoridades locais permaneceram inflexíveis de que a cidade ainda estava sob total controle ucraniano. Mais tarde naquela manhã, um foguete caiu e explodiu no pátio de um prédio de 16 andares em Troieshchyna, destruindo vários automóveis. Autoridades ucranianas alegam que o míssil foi disparado por um bombardeiro estratégico russo baseado na Bielorrússia. À noite, a Associated Press informou que o prefeito de Kiev, Vitali Klitschko, havia declarado que a cidade estava cercada, o que foi posteriormente esclarecido por seu porta-voz como um erro no The Kyiv Independent. Desde então, o relatório foi classificado como informação falsa.
Durante a noite, um comboio russo tentou estabelecer uma base temporária no metrô de Syrets, que foi respondido por um confronto mortal com tropas ucranianas. As tropas russas também dispararam contra um ônibus militar ucraniano, criando uma quantidade desconhecida de baixas.

### Respostas civis
Durante o início do ataque, Klitschko prometeu pegar em armas e lutar. Zelenskyy exortou os cidadãos de Kiev a responder ao ataque russo com ataques improvisados usando coquetéis molotov. Os moradores foram avisados para evitar janelas e varandas. 18.000 armas foram distribuídas entre os cidadãos durante o primeiro dia da batalha, enquanto as Forças de Defesa Territoriais da Ucrânia, normalmente mantidas em reserva, foram ativadas no início do ataque.
Em 26 de fevereiro, o ministro do Interior ucraniano, Denys Monastyrsky, anunciou que voluntários civis em Kiev receberam mais de 25.000 fuzis de assalto e aproximadamente 10 milhões de munições, além de granadas e lançadores de foguetes.

## Segundo ataque russo (28 de fevereiro–4 de março de 2022)

### Comboio russo e bombardeio contínuo
Em 28 de fevereiro, uma nova onda de tropas russas avançou em direção a Kyiv, mas poucos combates diretos ocorreram, com apenas três mísseis sendo disparados contra a cidade naquele dia. Imagens de satélite revelaram a existência de uma longa coluna de veículos russos rumo a Kiev ao longo de 64 km (40 mi) rodovia que se aproxima de Kiev do norte, e fica aproximadamente a 39 km do centro de Kiev. Soldados ucranianos mataram um cidadão israelense-ucraniano em um posto de controle, confundindo-o com um membro checheno do exército russo.
Na manhã de 1º de março, o Ministério da Defesa da Rússia emitiu um aviso de evacuação para civis locais que pretendiam atingir as instalações de transmissão ucranianas em torno de Kiev e que todos os moradores próximos deveriam deixar a área. Horas depois, um míssil russo atingiu a Torre de TV de Kiev, matando cinco pessoas e ferindo outras cinco. O ataque cortou todas as transmissões de televisão em Kiev. Enquanto isso, o Centro Memorial do Holocausto Babi Yar confirmou um ataque acidental por um segundo míssil destinado à torre em um memorial dedicado ao Massacre de Babi Yar. Um ataque aéreo russo também atingiu e danificou uma maternidade ocupada. Mais bombardeios russos atingiram os bairros de Rusanivka e Kurenivka e os subúrbios de Boyarka e Vyshneve, bem como a área ao redor do Aeroporto Internacional de Kiev.
Naquele dia, Klitschko proibiu a venda de álcool em Kiev enquanto apelava aos donos de lojas e redes de farmácias para não “aproveitarem” a situação aumentando os preços de “alimentos, bens essenciais e medicamentos”.

### Esforços de cerco de Kyiv

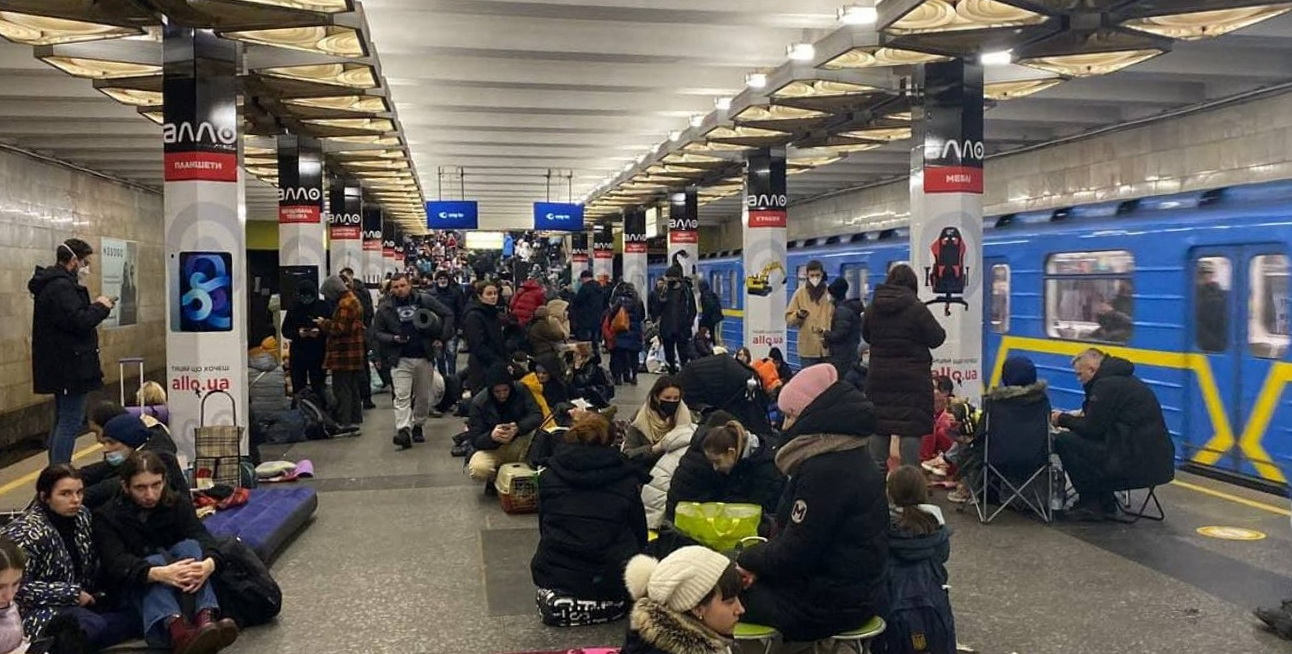
Estação de metrô de Kiev transformada em abrigo

No início da manhã de 2 de março, a Força Aérea Ucraniana afirmou ter derrubado dois Sukhoi Su-35 russos sobre Kiev. No final da manhã, Klitschko afirmou que o exército russo estava começando a cercar a cidade na tentativa de impor um bloqueio. Klitschko disse ao Canal 24 que tanques estavam se aproximando de Kiev vindos da Bielorrússia e que as autoridades ucranianas estavam inspecionando postos de controle ucranianos para preparação. O chefe de inteligência das Forças de Defesa da Estônia, Margo Grosberg, estimou que o avanço do comboio russo chegaria aos subúrbios de Kiev em pelo menos dois dias, após o que tentaria sitiar a cidade. O presidente polonês Andrzej Duda disse que Zelenskyy lhe disse que as forças ucranianas não se retirariam de Kiev.
Os destroços de um foguete russo interceptado caíram na estação ferroviária de Kyiv-Pasazhyrskyi, danificando um importante oleoduto de aquecimento. A explosão resultante causou pequenos danos à estação.
Em 3 de março, o The New York Times estimou que mais de 15.000 pessoas estavam escondidas no metrô da cidade para se abrigar. No mesmo dia, o Ministério da Defesa do Reino Unido divulgou uma declaração de que nos últimos três dias o avanço do comboio russo havia feito "pouco progresso discernível" daqui para frente.
Em 4 de março, uma nova onda de bombardeios atingiu o centro de Kiev, incluindo o bairro de Borshchahivka. Uma investigação da CNN descobriu que os ataques atingiram um centro comercial e muitos prédios de vários andares nas áreas ocidentais da cidade.
Em 7 de março, as autoridades ucranianas alegaram que as forças ucranianas destruíram duas aeronaves russas. Mais tarde, Zelenskyy negou os rumores de que ele havia fugido da cidade, afirmando que permaneceria em Kyiv.
O esforço para cercar Kiev acabou por não dar em nada. Mais tarde, em 22 de março, as forças ucranianas retomaram o subúrbio de Makariv,
efetivamente interrompendo qualquer potencial bloqueio da cidade.

### Acampamentos ofensivos russos

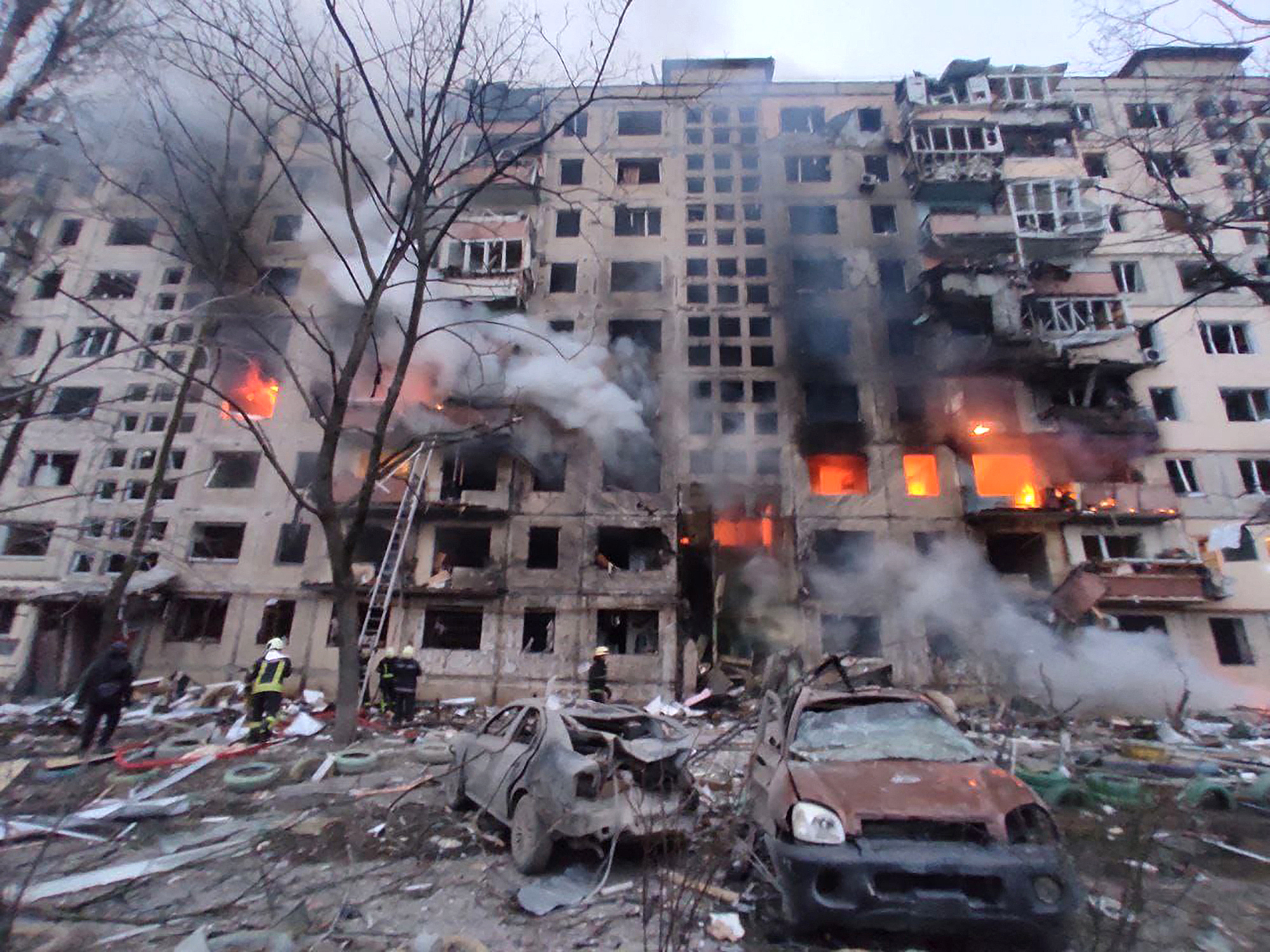
Edifício destruído na Rua Bohatyrska, 14 de março

Em 8 de março, o The Guardian informou que as forças russas estavam tentando superar os problemas logísticos em sua ofensiva paralisada. Na manhã seguinte, as forças russas bombardearam a cidade novamente. Mais tarde naquele dia, as autoridades russas e ucranianas concordaram  em fazer um corredor humanitário temporário ao redor de Kiev, resultando na evacuação em massa de civis dos subúrbios.
Em 10 de março, Klitschko afirmou que quase dois milhões de pessoas, metade da população de Kiev, haviam fugido da cidade desde o início da guerra.
Em 12 de março, uma munição vagante russa, identificada, e foi abatida sobre o bairro de Podil, causando um incêndio no edifício do "State Savings Bank of Ukraine". Mais um incêndio ocorreu na Synioozerna no extremo noroeste da cidade.

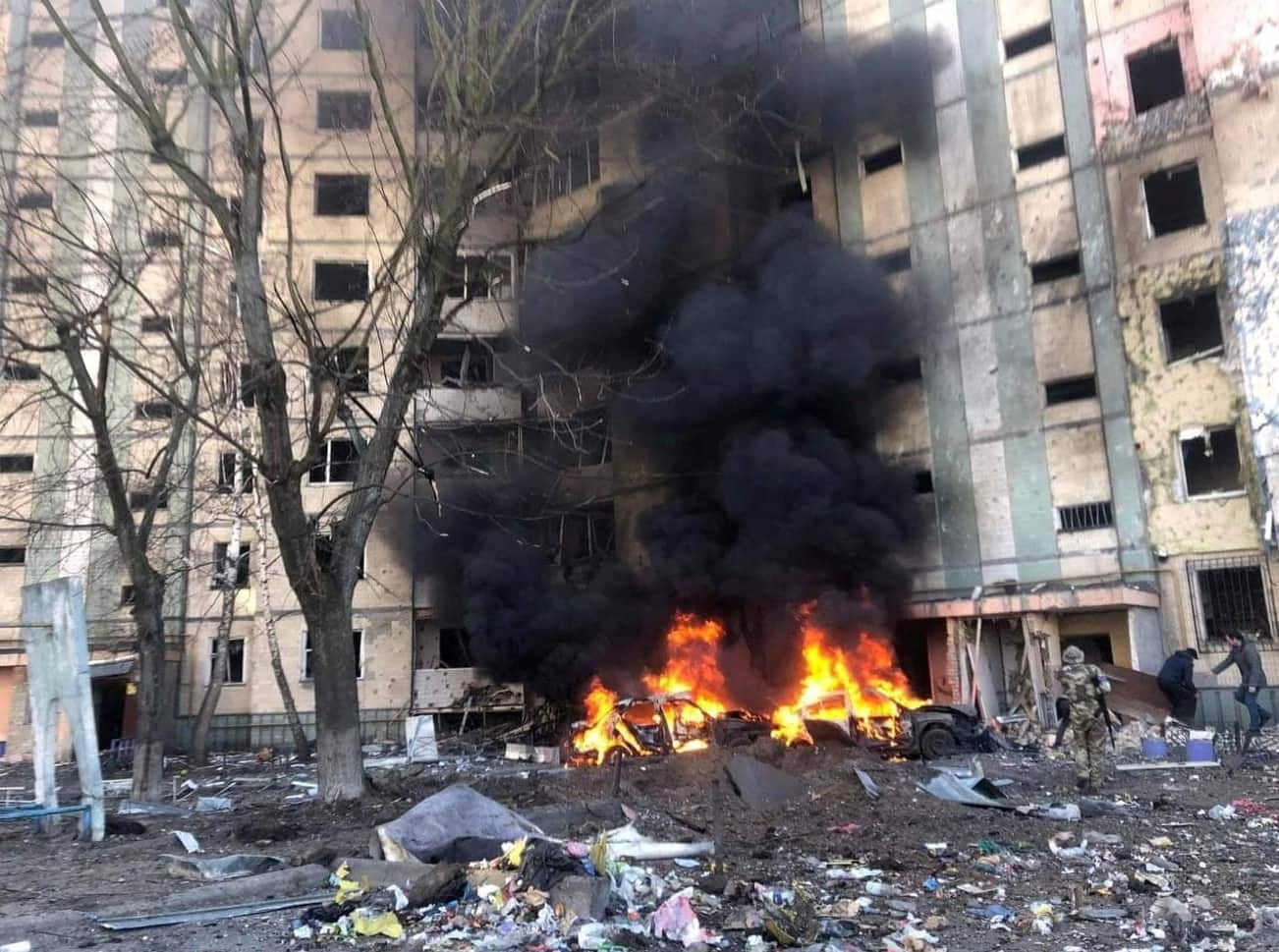
Casa no distrito de Sviatoshynskyi danificada em 20 de março

Na manhã de 14 de março, um projétil russo atingiu um prédio residencial de 9 andares na rua Bohatyrska, em Obolon. O edifício foi parcialmente destruído, com pelo menos uma pessoa morta e 12 feridos. Outro foguete russo foi derrubado sobre Keiv, com seus fragmentos danificando um prédio residencial de 5 andares em Kurenivka, matando uma pessoa. Além disso, as forças russas dispararam 3 foguetes na planta de produção em série Antonov, ferindo sete pessoas.
Enquanto isso, as autoridades da cidade afirmaram que estavam estocando duas semanas de alimentos para os moradores que ficaram para trás.

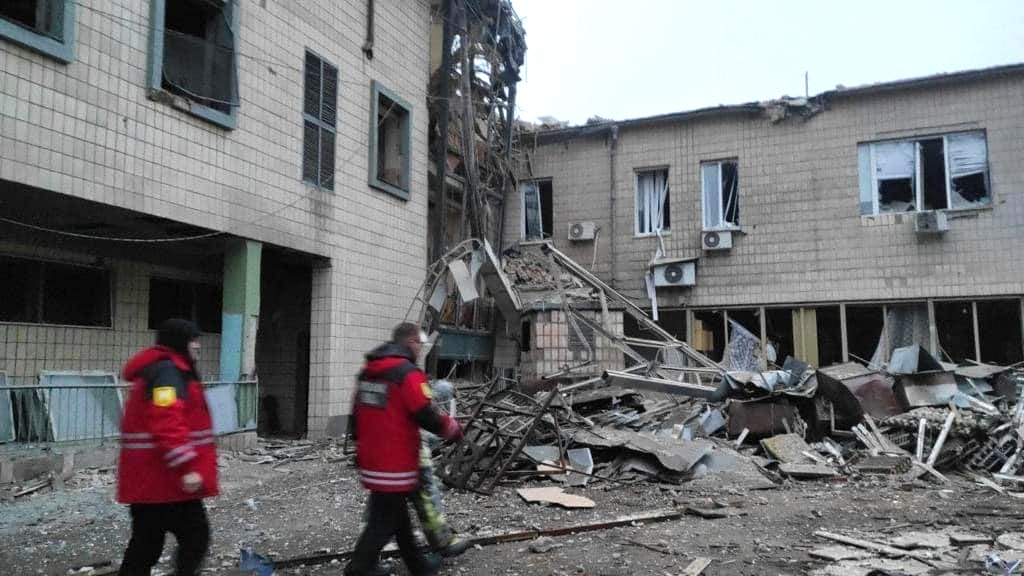
Um edifício em Kiev destruído por bombardeios russos

A estação de metrô Lukianivska foi danificada devido a uma explosão na manhã seguinte. No final da manhã, as forças russas bombardearam áreas residenciais, incluindo os distritos de Sviatoshynski, Podilskyi e Osokorky, incendiando vários edifícios. Quatro pessoas foram mortas por bombardeios em Sviatoshynskyi. Naquele dia, uma delegação União Europeia visitou Kiev e posteriormente se encontrou com Zelensky, que instou outros líderes a seguirem o exemplo.
Em 17 de março, Zelensky visitou um hospital de Kyiv para encontrar as pessoas feridas durante a evacuação da região de Kiev.
Um centro comercial em Podilskyi foi destruído por um míssil russo, matando pelo menos 8 pessoas. O míssil e a explosão subsequente também danificaram prédios próximos e destruíram carros. Autoridades russas alegaram que as forças ucranianas estavam usando áreas próximas ao shopping para armazenar munições e forneceram imagens de drones do que o Ministério descreveu como um sistema ucraniano de lançamento múltiplo de foguetes (MLRS) disparando e voltando para o shopping. antes de ser destruído por um míssil russo. Em Sviatoshynskyi, fragmentos de um míssil caíram em uma área residencial. De acordo com autoridades locais, 6 casas e 4 escolas foram danificadas; cerca de 200 pessoas foram evacuadas.
Um toque de recolher foi anunciado a partir das 21:00 hora local em 21 de março até 07:00 hora local em 23 de março.

### Contra-ofensiva ucraniana e retirada russa

A situação da Batalha em Kiev em abril de 2022

Em 22 de março, as forças ucranianas lançaram uma contra-ofensiva para expulsar os russos da cidade. As forças ucranianas retiraram milhares de pessoas de subúrbios e assentamentos próximos, incluindo 20.000 pessoas somente em Boryspil.
Em 23 de março, o ministro lituano Arvydas Anušauskas visitou Kiev, onde se encontrou com seu colega ucraniano Oleksiy Reznikov e entregou ajuda militar.
As forças russas desencadearam uma nova onda de bombardeios em 24 de março. Um bombardeio atingiu um estacionamento na zona norte da cidade, matando a jornalista russa Oksana Baulina e ferindo duas pessoas. Naquele dia, uma delegação de oradores do parlamento báltico visitou Kiev.
Um relatório da inteligência britânica em 25 de março disse que a Ucrânia havia retomado cidades até 35 km da cidade quando as forças russas começaram a ficar sem suprimentos. Os militares russos alegaram que destruíram com sucesso o maior terminal de petróleo do país, que ficava perto de Kiev.
Após os bem-sucedidos contra-ataques ucranianos no final de março, a Rússia anunciou que estava retirando suas forças da área de Kiev em 29 de março. A conquista de Kiev foi considerada um objetivo-chave e sua falha em tomá-la foi vista como um revés para a campanha em geral.
Em 1º de abril, a presidente do parlamento da União Europeia, Roberta Metsola, visitou Kiev, tornando-se a primeira alta autoridade da União Europeia a viajar para a Ucrânia desde a invasão da Rússia.
Em 2 de abril, as autoridades ucranianas alegaram que toda a região de Kiev havia sido recapturada. Naquele dia, Klitschko relaxou a proibição de venda de álcool nas lojas.